# Stanislas Limousin
Stanislas Limousin, né le 29 mai 1831 à Ardentes (Indre) et mort le 7 avril 1887 à Paris, est un pharmacien français. Il mit au point les premiers cachets médicamenteux et les ampoules hypodermiques.
Il est également considéré comme étant le père de l'oxygénothérapie à domicile, avec l'invention d'une nouvelle méthode pour produire de l'oxygène et de le stocker dans des ballons en caoutchouc, ce qui permettait de la transporter, et donc d'assurer un traitement directement au domicile des patients.

## Biographie
Né à Ardentes, dans l'Indre, il fait ses études de pharmacie à Paris, où il obtient son diplôme et où il tient une officine.